# Molossus currentium
Molossus currentium (Thomas, 1901) è un pipistrello della famiglia dei Molossidi diffuso in America centrale e meridionale.

## Descrizione

### Dimensioni
Pipistrello di piccole dimensioni, con la lunghezza della testa e del corpo tra 65 e 75 mm, la lunghezza dell'avambraccio tra 38 e 43 mm, la lunghezza della coda tra 34 e 44 mm, la lunghezza del piede tra 9 e 13 mm, la lunghezza delle orecchie tra 13 e 16 mm e un peso fino a 21 g.

### Aspetto
La pelliccia è corta e vellutata, con delle setole più lunghe sulla groppa. Le parti dorsali sono arancione brillante, marrone scuro o nere, mentre le parti ventrali sono leggermente più chiare. Il muso è corto, tronco ed elevato. Una sacca golare è ben sviluppata nei maschi e rudimentale nelle femmine. Le orecchie sono corte, larghe e unite anteriormente alla base, dalla quale si estende fino alle narici una cresta cutanea. Il trago è piccolo, diritto ed appuntito, nascosto dietro l'antitrago il quale è grande e semi-circolare. Le ali sono attaccate posteriormente sulle caviglie. I piedi sono corti. La coda è lunga, tozza e si estende per circa la metà oltre l'uropatagio.

## Biologia

### Comportamento
Si rifugia sotto i tetti, nelle grotte, fessure rocciose, cavità degli alberi ed edifici come le chiese.

### Alimentazione
Si nutre principalmente di falene catturate sopra specchi d'acqua.

### Riproduzione
Femmine gravide sono state catturate in Costa Rica nei mesi di gennaio ed agosto.

## Distribuzione e habitat
Questa specie è diffusa in America centrale dall'Honduras attraverso Panama fino all'Ecuador e dal Brasile centrale a sud fino all'Argentina nord-orientale.
Vive nelle foreste sempreverdi, foreste secche, zone aperte e margini forestali fino a 1.000 metri di altitudine.

## Tassonomia
Sono state riconosciute 3 sottospecie:
- M.c.currentium: Stati brasiliani dell'Amazonas, Minas Gerais, Pará e Mato Grosso do Sul, Paraguay centrale, Uruguay occidentale, Argentina nord-orientale;
- M.c.bondae (J. A. Allen, 1904): Panama, Venezuela nord-occidentale, Colombia settentrionale e occidentale, Ecuador;
- M.c.robustus (López-González & Presley, 2001): Honduras, Nicaragua e Costa Rica orientali, isola di Cozumel lungo le coste orientali della Penisola dello Yucatán.

La sottospecie M.c.bondae è considerata da alcuni autori una forma distinta.

## Conservazione
La IUCN Red List, considerato il vasto areale e la popolazione presumibilmente numerosa, classifica M.currentium come specie a rischio minimo (Least Concern)).